# Acianthera agathophylla
Acianthera agathophylla é uma espécie de orquídea epífita, família Orchidaceae, que existe na Bolívia, Equador, Peru e no Mato Grosso, no Brasil. São plantas pequenas e variáveis, de crescimento reptante ou subcespitoso, com caules aproximadamente do mesmo comprimento que as folhas. As folhas são espessas e brilhantes, de ovais a lanceoladas, e inflorescência com até três flores de sépalas laterais com dois espessamentos brilhantes na superfície apical.

## Publicação e sinônimos
- Acianthera agathophylla (Rchb.f.) Pridgeon & M.W.Chase, Lindleyana 16: 241 (2001).

Sinônimos homotípicos:
- Pleurothallis agathophylla Rchb.f., Xenia Orchid. 3: 25 (1881).
- Humboltia agathophylla (Rchb.f.) Kuntze, Revis. Gen. Pl. 2: 667 (1891).

Sinônimos heterotípicos:
- Pleurothallis cyclophylla Luer, Selbyana 3: 92 (1976).
- Pleurothallis nakatae T.Hashim., Ann. Tsukuba Bot. Gard. 4: 3 (1986).
- Acianthera gradeae Chiron & Benelli, Richardiana 13(1):66 (2013)